# هونتاناس
بلدية هونتاناس (بالإسبانية: Hontanas)‏, هي إحدى بلديات مقاطعة برغش, التي تقع في منطقة قشتالة وليون, والتي تقع في شمال غرب إسبانيا.
يبلغ عدد سكانها 67 نسمة وفقاً لإحصائية سنة (2002).